# سودوافدرین
سودوافدرین (به انگلیسی: Pseudoephedrine) یک ترکیب ضداحتقان سمپاتومیمتیک است.
اشکال دارویی: قرص و شربت

## موارد مصرف
سودوافدرین در سرماخوردگی و در درمان احتقان بینی یا سینوس‌ها، مجرای شیپور استاش، التهاب سروزی گوش میانی، رینیت وازوموتور و اختلال عملکرد گوش میانی به دلیل تغییرات فشار جو استفاده می‌شود. سودوافدرین یا ترکیبات مشابه آن (مانند فنیل آفرین) در اغلب قرصها و شربتهای سرماخوردگی نیز وجود دارد.

## مکانیسم اثر
سودوافدرین با تأثیر برگیرنده‌های آلفا آدرنرژیک در عروق و مخاط دستگاه تنفسی، به دلیل اثرات مقلد سمپاتیکی موجب تنگ شدن عروق و کاهش تورم مخاط بینی و کاهش ترشحات مخاطی می‌گردد و مجاری تنفسی بینی بازتر می‌شوند.

## عوارض جانبی
تشنج، ایجاد توهم، ضربان نامنظم قلب، بروز اشکال تنفسی، آشفتگی،احساس درد در بیضه ها ، سوزش ادرار ، بیقراری و اشکال در به خواب رفتن ازعوارض جانبی این دارو هستند.
- تداخلات دارویی:
- ایجاد اورژانسی فشار خون بالا در مصرف با MAOI‌ها - جذب این دارو کم می‌شود در مصرف با غذاهای اسیدی‌کننده ادرار- احتمال خطر آریتمی بطنی در فواصل نزدیک به مصرف این دارو با استفاده از هالوتان

## سوء مصرف
داروی سودوافدرین به دلیل سهولت دسترسی در ایران گاها مورد سو استفاده در بین جوانان میگردد که باعث بروز علایمی از جمله سرخوشی و افزایش تمرکز میگردد.

## حداکثر دوز مصرفی
تا کنون هیچ  حداکثر دوز مشخصی برای این دارو مشخص نشده است اما طبق بررسی ها حداکثر دوز مصرفی در 24 ساعت 360 میلی‌گرم میباشد.

## اور دوز (overdose)
در صورت مصرفی بی رویه ممکن است علایم زیر بروز دهد:
- سردرد
- سرگیجه
- سیاهی دید
- درد شدید در بیضه ها
- ضربان بالا
- درد قفسه سینه
- سکته قلبی
- مرگ